# Battaglia dello Iaxarte
Nella battaglia dello Iaxarte, Alessandro Magno sconfisse nel 329 a.C., durante la sua campagna in Asia, un esercito di cavalieri sciti. Lo scontro ebbe luogo nei pressi di Chudžand, nell'attuale Tagikistan.

## Antefatto
Nei mesi a cavallo tra il 330 a.C. e il 329 a.C., Alessandro, giunto con il suo esercito da Alessandria in Aracosia (l'odierna Kandahar), aveva attraversato verso nord l'Hindu Kush, per poi penetrare nel territorio della Battriana. In quel momento, la situazione per lui si era fatta molto critica. Da un lato, l'esercito era esausto per la difficile traversata del massiccio montuoso dell'Asia centrale in pieno inverno e per le lunghe fasi di fame e sete; dall'altro, a causa del distaccamento di numerose truppe per il presidio delle province, si era ridotto a quasi la metà della sua forza originaria, cioè a circa 25.000 uomini. La situazione era resa ancora più complicata dal fatto che l'esercito si trovava interamente circondato da territorio nemico. In Battriana regnava Besso, che si era proclamato Gran Re dopo aver assassinato Dario III. Catturare l'uccisore del re era l'obiettivo dichiarato di Alessandro, ma Besso evitò lo scontro ritirandosi a nord. Inseguito da Alessandro, questi attraversò l'Oxo (l'Amu Darya) e giunse nella provincia di Sogdiana, a nord della Battriana, il cui satrapo, Spitamene, rifiutò anch'egli la sottomissione e avviò una lunga guerra di guerriglia contro di lui. Tuttavia, Alessandro riuscì nel frattempo a catturare Besso e a conquistare la città fortificata di Maracanda (Samarcanda) capitale della Sogdiana, da cui intendeva ora condurre la guerra contro Spitamene. Fu qui che per la prima volta entrò in contatto con il popolo nomade degli Sciti, alcuni dei cui sottogruppi, stanziati in Europa e presso il lago d'Aral, avevano già inviato missioni diplomatiche presso di lui.
Più a nord, oltre il fiume Iaxarte (Syr Darya), viveva un sottogruppo degli Sciti, i Saci, che rappresentava una minaccia costante per la Sogdiana a causa delle sue incursioni predatorie. I loro principi erano ben informati sugli sviluppi in corso in Sogdiana – alcune delle loro bande di cavalieri combattevano già al fianco di Spitamene – e videro quindi l'opportunità di ottenere un ricco bottino sconfiggendo i Macedoni e saccheggiando in seguito la provincia. Sul versante settentrionale dello Iaxarte radunarono un grande esercito di cavalieri. Quando Alessandro venne a sapere a Maracanda della nuova minaccia in arrivo, rinunciò temporaneamente a una marcia diretta contro Spitamene. Invece, si mise in marcia con il suo esercito verso lo Iaxarte, durante la quale, nel giro di due giorni, conquistò e distrusse sette città, tra cui Ciropoli, situata nei pressi della sponda meridionale del fiume. Ciropoli era la città più settentrionale dell'impero persiano in Asia, fondata un tempo da Ciro II come baluardo di frontiera contro gli Sciti stanziati nelle vaste steppe del nord. Dopo la partenza di Alessandro da Maracanda, Spitamene ritornò dalla steppa con la sua cavalleria e ne iniziò l'assedio. Alessandro però non tornò indietro e inviò soltanto una forza di 2.300 uomini al comando di Farnuce per liberare Maracanda.

## Battaglia

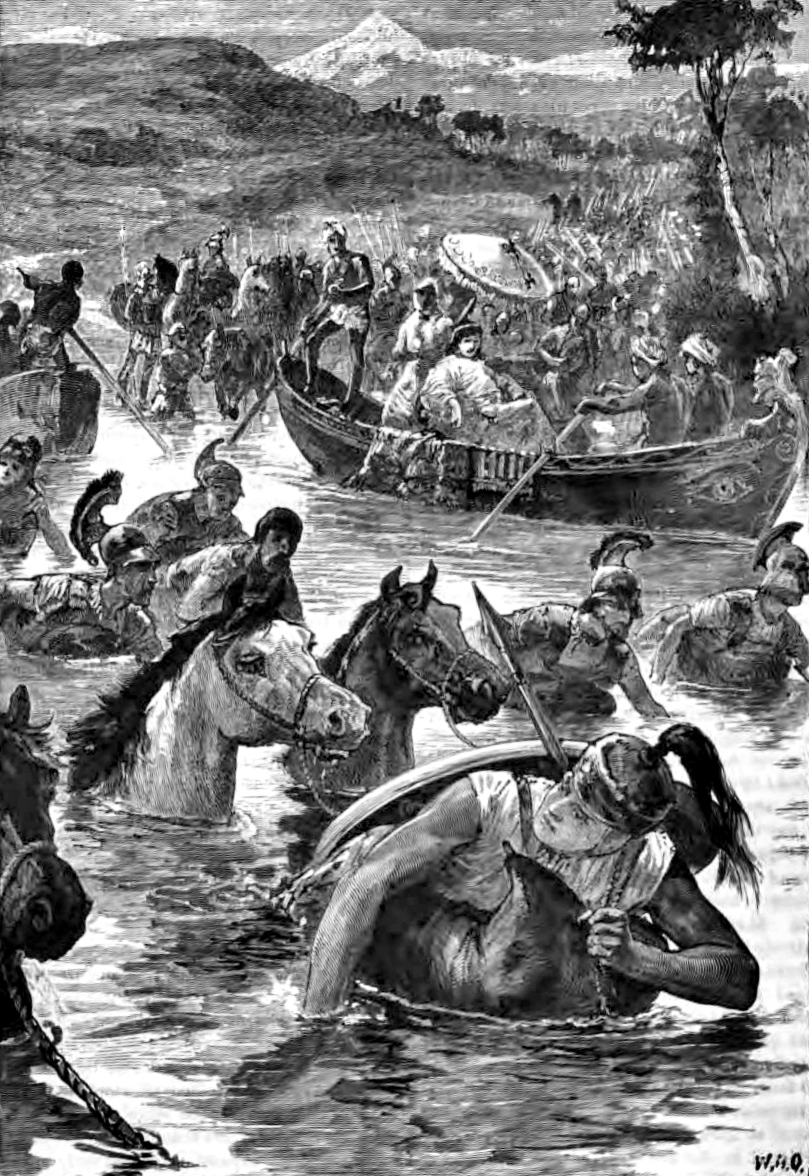
I Macedoni attraversano lo Iaxarte.

Prima che Alessandro intraprendesse l'attraversamento dello Iaxarte per affrontare in battaglia gli Sciti in attesa sulla riva nord, decise innanzitutto di fondare una nuova città sulla sponda sud: Alessandria Eschate («la più lontana», «l'estrema»), l'attuale Chudžand. Essa doveva essere popolata da veterani greci non più idonei alla guerra e dagli abitanti delle sette città precedentemente distrutte, e presidiata da una guarnigione. Come in precedenza Ciropoli, anche questa nuova città doveva fungere da baluardo difensivo contro gli Sciti lungo il confine settentrionale dell'impero di Alessandro. Questi ultimi osservavano dalla riva opposta i lavori di costruzione delle mura cittadine e cercavano di ostacolarli con un tiro di frecce, ma senza successo, poiché la gittata dei loro archi non riusciva a superare l'ampiezza del fiume.
Solo dopo che le mura furono innalzate, in diciassette giorni, a un'altezza sufficiente per garantire una protezione efficace, Alessandro decise di affrontare gli Sciti. A tal fine fece requisire tutte le imbarcazioni disponibili lungo lo Iaxarte, sulle quali i suoi soldati avrebbero attraversato il fiume simultaneamente. Le barche erano abbastanza numerose da offrire agli Sciti più bersagli di quanti potessero colpire con i loro proiettili. Inoltre, Alessandro fece schierare sulla riva la sua artiglieria da campo – le baliste a tiro diretto – per fornire copertura alle imbarcazioni. La gittata delle baliste superava di gran lunga quella degli archi semplici e poteva colpire gli Sciti sulla riva opposta. Una strategia simile era già stata adottata da Alessandro durante la sua campagna nei Balcani (nel 335 a.C.) contro gli Illiri. Dopo che uno dei capi sciti fu ucciso dal fuoco delle baliste, gli Sciti si ritirarono dalla riva, consapevoli della loro inferiorità di fronte a un tipo di artiglieria sconosciuta e molto più avanzata. In questo modo permisero ad Alessandro di sbarcare sulla riva settentrionale, dove fece scendere per primi i suoi arcieri e frombolieri, incaricati di mantenere gli Sciti a distanza per proteggere lo sbarco successivo della cavalleria e della fanteria.
Dopo che l'esercito di Alessandro fu schierato in formazione da battaglia, egli inciò in avanti un reparto di mercenari greci a cavallo e quattro squadroni di cavalieri armati di lancia come avanguardia, con l'intento di provocare un attacco degli Sciti, che inizialmente si mantenevano in attesa. Gli Sciti attaccarono davvero l'avanguardia, adottando la loro solita tattica dell'accerchiamento accompagnato da un tiro continuo di frecce. Allora Alessandro condusse in formazione compatta arcieri, Agriani e lancieri in supporto dell'avanguardia in difficoltà, fiancheggiati da tre reparti di cavalieri eteri e da tutta la cavalleria leggera armata di giavellotto. Con il resto della cavalleria, Alessandro stesso attaccò gli Sciti, i quali erano completamente concentrati sull'avanguardia, costringendoli a interrompere il loro movimento circolare. A quel punto, gli Sciti si lanciarono direttamente contro arcieri e lancieri in attesa, ma vennero colpiti dal loro fuoco. Spinti anche dalla pressione della cavalleria macedone, subirono pesanti perdite. Quando infine cadde anche il loro comandante Satrakes, gli Sciti si diedero alla fuga, tornando nella steppa.

## Conseguenze
Alessandro inseguì gli Sciti in fuga per un certo tratto nel loro entroterra. Tuttavia, fu presto costretto ad interrompere l'inseguimento e a tornare indietro, poiché fu colpito da una grave forma di dissenteria dopo aver bevuto l'acqua dello Iaxarte. Nel luogo in cui si arrestò, fece erigere altari dedicati agli eroi mitici erranti Eracle e Dioniso, considerandolo il punto più settentrionale dell'ecumene (il mondo abitato) raggiunto dal suo impero. Secondo alcune fonti, durante la sua marcia nel territorio degli Sciti avrebbe persino oltrepassato i cippi di Dioniso, superandolo così simbolicamente. In ogni caso, aveva eclissato il conquistatore del mondo Ciro II, che si era spinto solo fino allo Iaxarte. In precedenza, Alessandro aveva già fatto erigere altari sulla riva nord dell'Istro (Danubio) e sulla riva occidentale del Nilo, come avrebbe fatto più tardi anche presso il fiume Ipasi (Beas) e alla foce dell'Indo.
Tornato ad Alessandria Eschate, nei giorni seguenti Alessandro ricevette una delegazione degli Sciti, inviata a chiedere la pace a nome del loro re. In cambio della promessa di non invadere mai più la Sogdiana per razziarla, Alessandro liberò senza condizioni i prigionieri come gesto di rispetto. Poco tempo dopo, ricevette in Battriana un'altra ambasceria che gli offrì un'alleanza formale e il matrimonio con una figlia del loro re. Alessandro accettò l'alleanza, ma rifiutò il matrimonio con la principessa scita; ella fu invece destinata a nozze con uno dei suoi ufficiali. È possibile che questo episodio abbia alimentato la leggenda dell'incontro tra Alessandro e la regina delle Amazzoni Talestri. In ogni caso, per il resto della sua vita i popoli nomadi dell'Asia centrale rimasero tranquilli; solo in epoca ellenistica, durante il regno dei diadochi (in particolare nel regno greco-battriano), ripresero le incursioni oltre lo Iaxarte verso sud.
Dopo lo scontro con gli Sciti, Alessandro tornò a occuparsi della guerra contro Spitamene, che nel frattempo aveva inflitto una completa sconfitta a Farnuce presso il Politimeto (l'odierno Zeravšan).

## Fonti
Le principali fonti relative alla battaglia dello Iaxarte sono le opere di Arriano (Anabasi, 4, 3-5, basata sul resoconto di Tolomeo) e di Curzio Rufo (Storie di Alessandro Magno, 7, 7-9).

## Geografia
Aristobulo, compagno di Alessandro e partecipante alla sua spedizione, identificò erroneamente il fiume che segnava il confine tra la Sogdiana e il territorio degli Sciti Saci con il Tanai, che in realtà corrisponde al Don, come fu riconosciuto solo più tardi da Strabone. Questo errore derivava dalla scarsa conoscenza che i Greci dell'antichità avevano della conformazione geografica della massa continentale eurasiatica, nella quale l'Hindu Kush era erroneamente considerato un'estensione orientale del Caucaso. Il Tanai era ritenuto il confine geografico tra Europa e Asia nella parte settentrionale dell'ecumene, cosicché Alessandro ritenne erroneamente di aver raggiunto tale frontiera. La città da lui fondata in quel luogo portava quindi, dal suo punto di vista, il soprannome di «l'Estrema» in un doppio senso.
Arriano, che scriveva diversi secoli dopo e si rifaceva anch'egli ad Aristobulo come fonte, corresse tuttavia questo errore, distinguendo correttamente i due fiumi. Eppure anche lui chiamò lo Iaxarte «Tanai orientale», per distinguerlo dal «Tanai occidentale» (cioè il Don), pur conoscendo il nome Jaxartes tramite Aristobulo. Entrambi tuttavia trattarono questo nome come una semplice variazione linguistica usata dalle tribù «barbare» locali per riferirsi al «Tanai orientale». L'errore dell'identificazione tra i due fiumi si mantenne comunque fino alla storiografia romana, come si può riscontrare in Curzio Rufo e nel naturalista Plinio. Una posizione diversa fu adottata da Plutarco, che apparentemente conosceva in qualche modo il nome Jaxartes, ma lo confuse con l'Oxo, creando il nome ibrido Orexartes, che a sua volta attribuì erroneamente al tratto superiore dello Iaxarte (che egli chiamava anch'esso «Tanai»). In realtà, entrambi i fiume – l'Oxo (Amu Darya) e lo Iaxarte (Syr Darya) – sfociano nel lago d'Aral e scorrono quasi parallelamente attraverso l'Asia centrale.